# Parte Desse Jogo
Parte Desse Jogo é o primeiro álbum de estúdio do grupo brasileiro de samba Sem Compromisso, lançado em 1994 pelo selo independente Zimbabwe.

## Faixas
Lado A
1. Mariana Parte Minha (Salgadinho/Papacaça)
2. Divã (Marcelinho/Zé Pretinho/Élton/Chiquinho)
3. Parte Desse Jogo (Fábio/Chiquinho dos Santos)
4. Súplica Paixão (Marcelinho/Maurão/Pizzinha)
5. Aventuras (Neguita/Zé Pretinho)

Lado B
1. Tantos Momentos de Esplendor (Ademir Fogaça/Kiko)
2. Falsa Relação (Chiquinho dos Santos)
3. Pra Que Insistir (Sergião/Marquinhos/Marcão)
4. Pura Vaidade (Silvia Poeta/Zé Nivio/Oswaldinho Babão)
5. Tô de Olho Em Você (Maurinho da Mazzei)

## Integrantes
- Marcão – violão
- Maurão – surdo
- Chiquinho – reco-reco
- Elton Pizzinha – tantã
- Zé Pretinho – repique de mão
- Dymy – percussão
- Fabinho – pandeiro
- Marcelinho – cavaco